# Gambito elefante
|       |       |       |       |       |       |       |       |       |  |
|       | a8 rd | b8 nd | c8 bd | d8 qd | e8 kd | f8 bd | g8 nd | h8 rd |  |
| a7 pd | b7 pd | c7 pd | d7 __ | e7 __ | f7 pd | g7 pd | h7 pd |       |  |
| a6 __ | b6 __ | c6 __ | d6 __ | e6 __ | f6 __ | g6 __ | h6 __ |       |  |
| a5 __ | b5 __ | c5 __ | d5 pd | e5 pd | f5 __ | g5 __ | h5 __ |       |  |
| a4 __ | b4 __ | c4 __ | d4 __ | e4 pl | f4 __ | g4 __ | h4 __ |       |  |
| a3 __ | b3 __ | c3 __ | d3 __ | e3 __ | f3 nl | g3 __ | h3 __ |       |  |
| a2 pl | b2 pl | c2 pl | d2 pl | e2 __ | f2 pl | g2 pl | h2 pl |       |  |
| a1 rl | b1 nl | c1 bl | d1 ql | e1 kl | f1 bl | g1 __ | h1 rl |       |  |
|       |       |       |       |       |       |       |       |       |  |

El Gambito elefante es una apertura en ajedrez que raramente se juega en los torneos de élite, aunque es empleada con frecuencia por los aficionados de nivel bajo o mediano. Consta de los siguientes movimientos:

1. e4 e5
2. Cf3 d5
El Gambito elefante no debe confundirse con otra jugada que se denomina trampa del elefante que tiene un desarrollo totalmente diferente.

## Líneas
Las blancas pueden capturar cualquiera de los peones centrales de las negras con ventaja, ya sea con 3.exd5 o 3.Cxe5. Con un peón central eliminado, las negras están en una posición pasiva y las blancas tienen claramente la iniciativa ya que controlan más espacio.
3. exd5.
3. cxe5.